# Tehina (cràter)
Tehina és un cràter d'impacte en el planeta Venus de 5,4 km de diàmetre. Porta el nom d'un antropònim polinesi, i el seu nom va ser aprovat per la Unió Astronòmica Internacional el 1997.